# Musée juif (Worms)

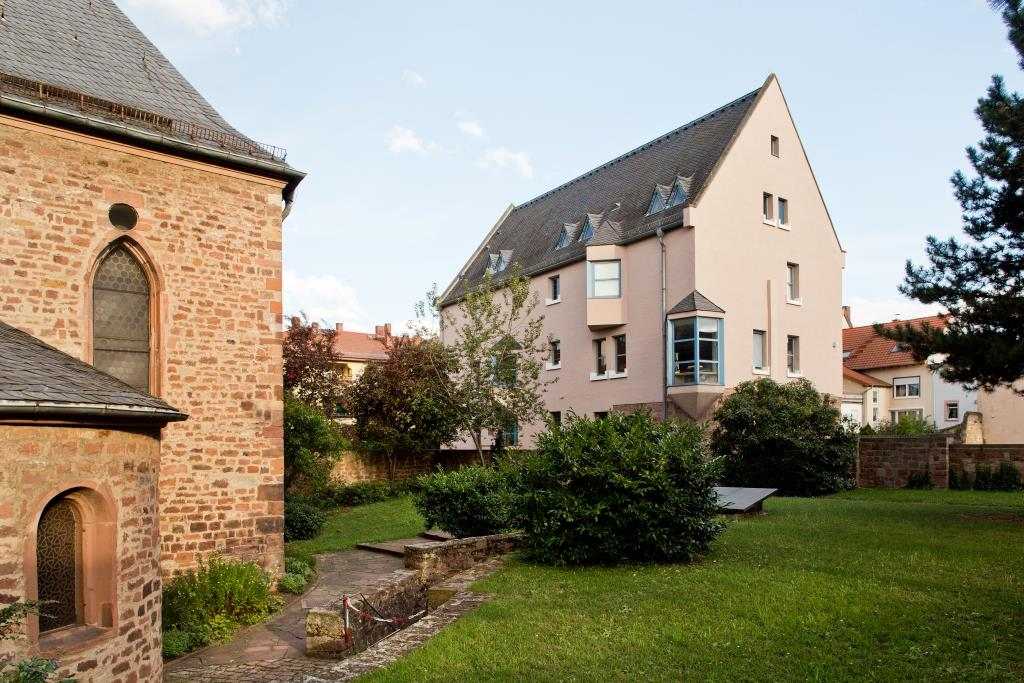
Le Musée juif (Raschi-Haus) au second plan (au sud) ; au premier plan à gauche, la synagogue des hommes (la partie ouest de la synagogue, aujourd'hui la Jeschiwa) ; au premier plan devant le Musée juif, le jardin de la Synagogue.

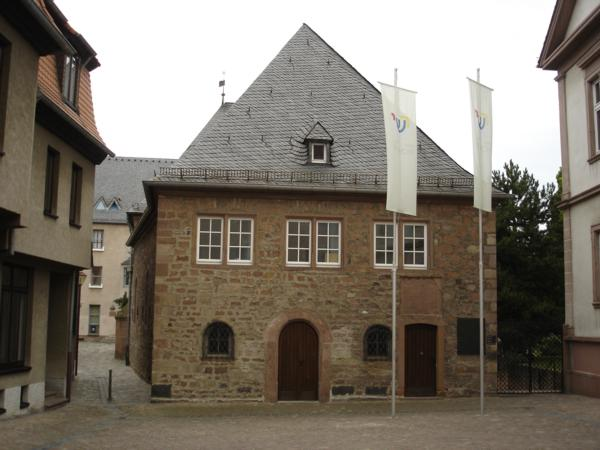
La synagogue de Worms. Au premier plan, la place de la Synagogue. Au centre, l'entrée de la synagogue des femmes. Le Musée juif (la Raschi-Haus) est derrière la synagogue, un peu visible au fond de la ruelle à gauche. La Jeschiwa (synagogue des hommes) est à droite dans le fond mais n'est pas visible : elle est masquée par les arbres du jardin de la Synagogue.

Le Musée juif à Worms, en Allemagne, est un musée créé en 1982 en vue de documenter l'histoire, les coutumes et les traditions de la communauté juive de Worms et des autres villes SchUM. Le nom allemand Raschi-Haus en français : « maison Rachi » évoque le souvenir du grand talmudiste que fut le rabbi Salomon ben Isaak dit Rachi.

## Historique
À l'époque du haut Moyen-Âge, Worms était avec Spire et Magenza (Mayence), ses deux sœurs du groupe des villes SchUM, l'un des centres de la culture juive.
Worms a accueilli une communauté juive importante dès le début du Moyen Âge. Le musée, qui retrace mille ans d'histoire des Juifs en Allemagne, a l’objectif pédagogique de présenter l'histoire des Juifs et de mettre en scène leur culture : ses collections témoignent de l'héritage culturel et du mode de vie des Juifs de Worms, qui était respectueux de la religion.
Après 1945, le bâtiment a été restitué à la communauté juive et, depuis 1982, il abrite le Musée juif, qui bénéficie du jardin de la synagogue.

## Thèmes abordés
- Privilège de la souveraineté de la ville de la part de Henri IV du Saint-Empire.
- Position élevée du judaïsme libéral.
- La composition du Séder.
- Les célébrations du calendrier hébraïque.
- Les lois et rituels juifs.
- Shabbat, le jour de repos assigné au septième jour.
- La synagogue de Worms.

## Galerie d’images

Le Musée juif à Worms : la Raschi-Haus
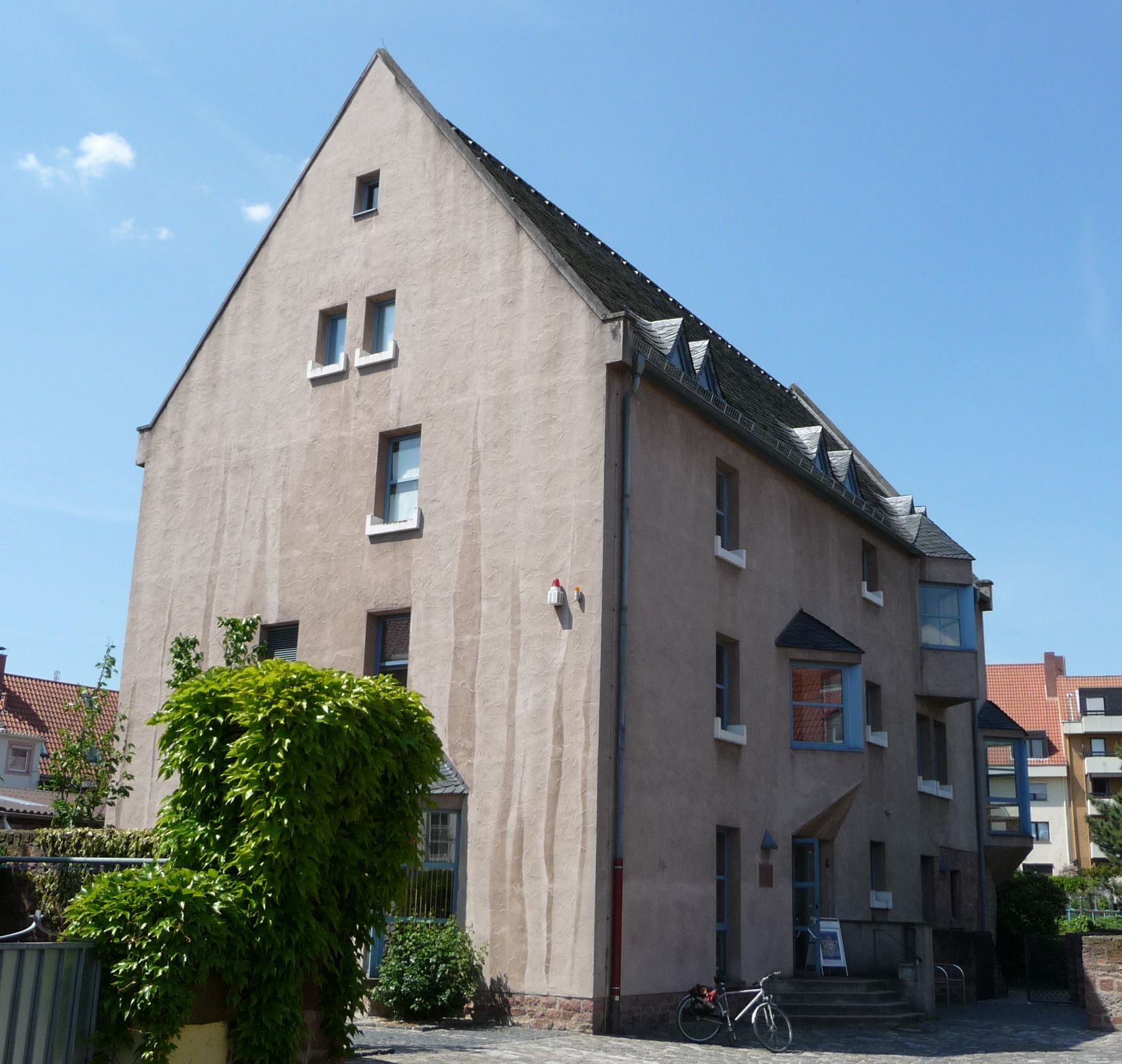
Façade est du bâtiment ; à droite (au nord) se trouvent la synagogue et son jardin (non visibles).
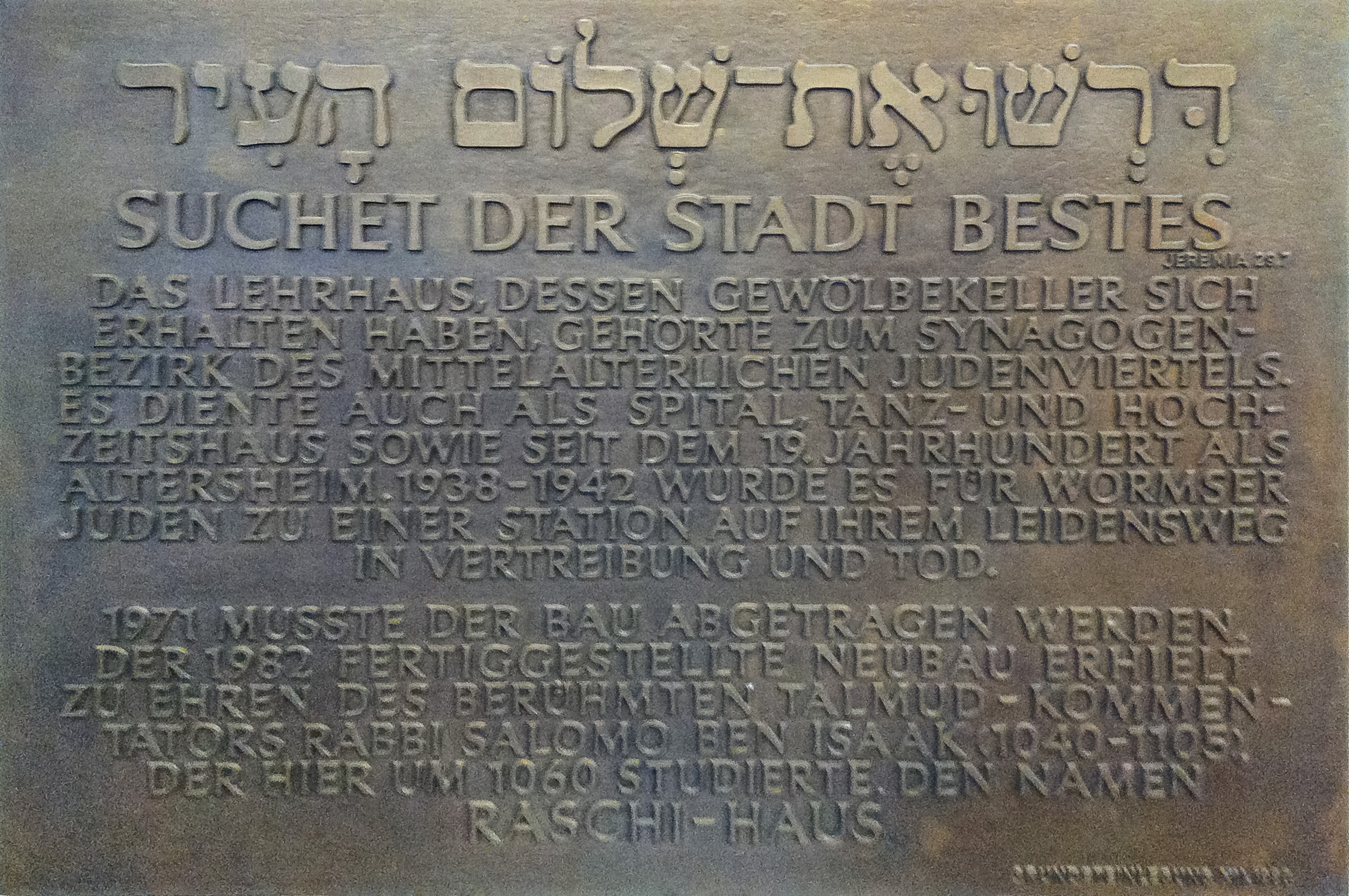
Plaque commémorant la pose de la première pierre.
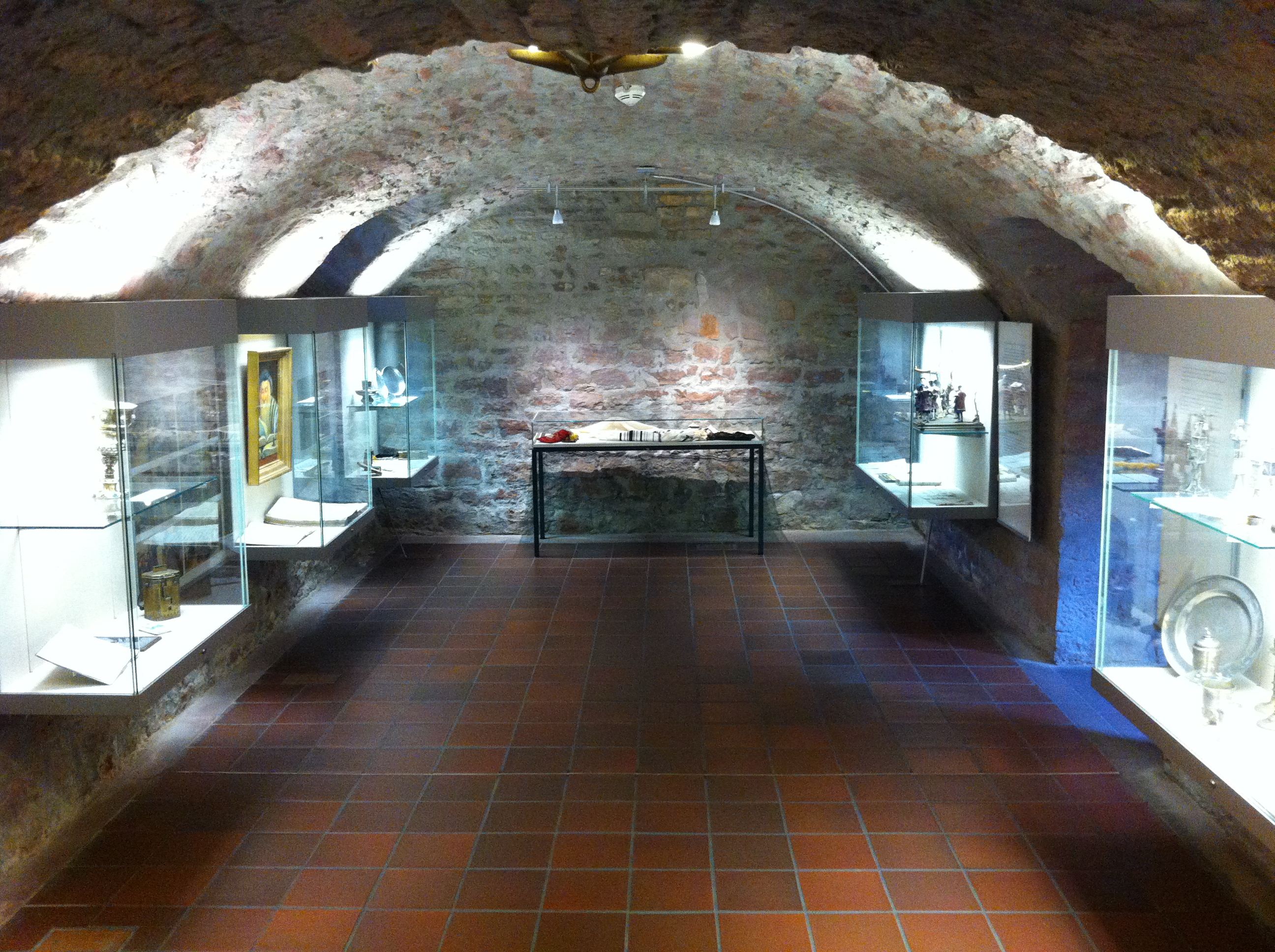
Vue d’une salle d’exposition : cave médiévale avec voûte.
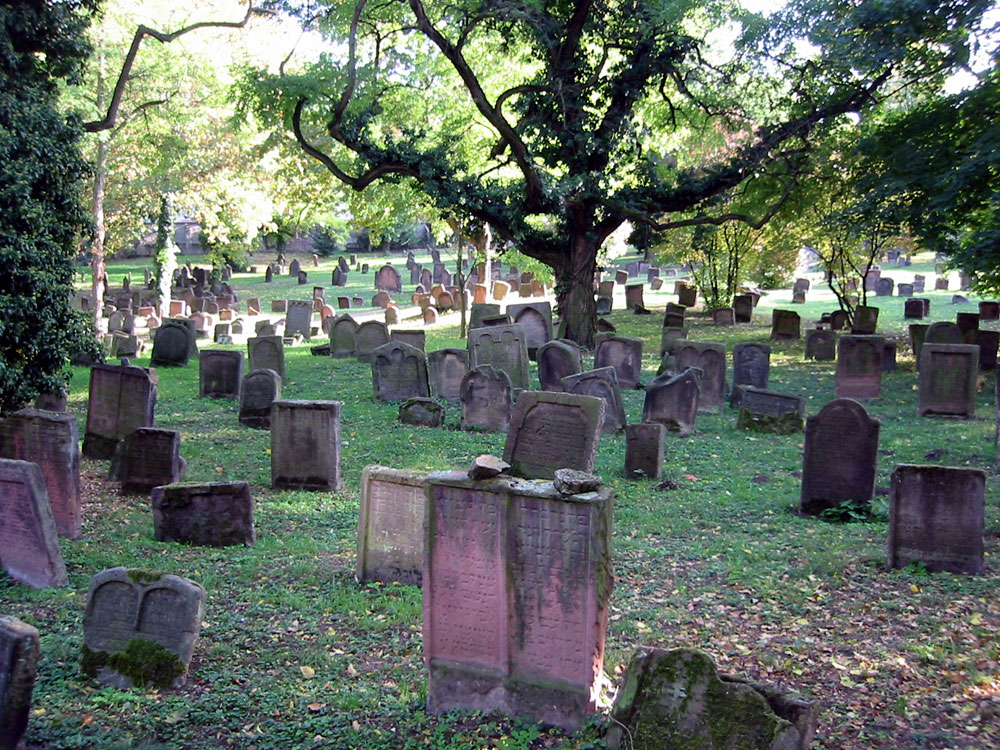
Le Heiliger Sand (le cimetière juif de Worms), administré par le Musée juif.